# عائلة سميث-ثيوبالد
كانت عائلة سميث-ثيوبالد عائلة بارزة في تاريخ الطب الأمريكي. 
كان ناثان سميث (1762–1829) أول فرد في العائلة كان جراحًا. أسس وقام بالتدريس في كليات الطب في كلية دارتموث، وجامعة فيرمونت وجامعة يال . 
كان لدى ناثان أربعة أبناء، جميعهم من الأطباء، كان ابنه ناثان رينو سميث، أستاذًا في العديد من كليات الطب، حيث قضى الجزء الأخير من حياته المهنية في جامعة ميريلاند. 
كان ناثان لينكولن سميث (1822-1898)، وهو حفيد ناثان سميث، أستاذًا للطب في جامعة جورج واشنطن. 
بيرويك ب. سميث (1826-1860) وألان بينيمان سميث (1840-1898)، أبناء ناثان رينو سميث، كانا كلاهما أساتذة في كلية الطب بجامعة ميريلاند. شارك آلان سميث في إقناع جونز هوبكنز بتأسيس مستشفى جونز هوبكنز. 
كان كل من أبناء آلان بينيمان سميث، ناثان رينو سميث الابن (ولد في 1863) ووالتر بريسكوت سميث (1868-1902) كلاهما من الأطباء. بالإضافة إليشا وارفيلد ثيوبولد (1818-1851)، زوج ابنة ناثان رينو سميث الأب، سارة فرانسيس سميث ثيوبالد، كان أيضاً طبيبًا. وابنها الأصغر، إليشا وارفيلد ثيوبالد جونيور، (1850-1877) كان أيضاً طبيبًا، لكنه لم يعش طويلاً بما يكفي لإحداث تأثير كبير على المهنة. ومع ذلك، أصبح صموئيل ثيوبالد ، الابن البكر لسارة، رئيسًا للجمعية الأمريكية لطب العيون، وكان من 1893 إلى 1925 أستاذاً نشيطًا في جامعة جونز هوبكنز. كما كان لسارة أيضا حفيد من ابنتها اسمه وارفيلد ثيوبولد لونجكوب كان أيضا أستاذا في جامعة جونز هوبكنز.